# Temporada de Formula V8 3.5 de 2017
A Temporada de Formula V8 3.5 de 2017 foi a trigésima-primeira da história da categoria (contabilizando as edições da World Series by Renault/Nissan, Eurocup 2.0 e V8 3.5). Iniciou-se no dia 15 de abril em Silverstone, e o encerramento foi entre 17 e 18 de novembro, no Circuito Internacional do Barém.
Teve como campeão o brasileiro Pietro Fittipaldi, da equipe Lotus.

## Equipes e pilotos participantes
| Equipe                | No. | Piloto (s)              | Status | Rodadas |
| --------------------- | --- | ----------------------- | ------ | ------- |
| Lotus                 | 3   | René Binder             |        | Todas   |
| Lotus                 | 4   | Pietro Fittipaldi       |        | Todas   |
| SMP Racing with AVF   | 5   | Egor Orudzhev           |        | 1–8     |
| SMP Racing with AVF   | 5   | Konstantin Tereshchenko | R      | 9       |
| SMP Racing with AVF   | 6   | Matevos Isaakyan        |        | Todas   |
| Fortec Motorsports    | 7   | Alfonso Celis Jr.       |        | Todas   |
| Fortec Motorsports    | 8   | Diego Menchaca          | R      | Todas   |
| Teo Martín Motorsport | 9   | Konstantin Tereshchenko | R      | 1–8     |
| Teo Martín Motorsport | 10  | Nelson Mason            | R      | 1–5     |
| Teo Martín Motorsport | 10  | Álex Palou              | R      | 6–8     |
| RP Motorsport         | 11  | Roy Nissany             |        | Todas   |
| RP Motorsport         | 12  | Yu Kanamaru             |        | Todas   |
| RP Motorsport         | 21  | Damiano Fioravanti      | R      | 2–6     |
| RP Motorsport         | 21  | Tatiana Calderón        | R      | 9       |
| Il Barone Rampante    | 15  | Giuseppe Cipriani       |        | 1–8     |
| Il Barone Rampante    | 16  | Damiano Fioravanti      | R      | 1       |
| AVF                   | 17  | Henrique Chaves         | R      | 9       |

## Calendário
O calendário provisório para a temporada de 2017 foi anunciado em 7 de novembro de 2016, na rodada final da temporada de 2016. A rodada de Nürburgring retornou ao calendário da World Series, enquanto Hungaroring, Le Castellet, Spielberg e Barcelona foram removidos do calendário. O campeonato teve rodadas fora da Europa pela primeira vez desde 2002, visitando circuitos como Autódromo Hermanos Rodríguez, Circuito das Américas e o Circuito Internacional do Barém.
| Rodada | Rodada | Circuito                                       | Data           | Em apoio                         |
| ------ | ------ | ---------------------------------------------- | -------------- | -------------------------------- |
| 1      | C1     | Circuito de Silverstone                        | 15 de abril    | 6 Horas de Silverstone           |
| 1      | C2     | Circuito de Silverstone                        | 16 abril       | 6 Horas de Silverstone           |
| 2      | C1     | Circuito de Spa-Francorchamps, Spa             | 5 de maio      | 6 Horas de Spa-Francorchamps     |
| 2      | C2     | Circuito de Spa-Francorchamps, Spa             | 6 de maio      | 6 Horas de Spa-Francorchamps     |
| 3      | C1     | Autódromo Nacional de Monza, Monza             | 13 de maio     | 4 Horas de Monza                 |
| 3      | C2     | Autódromo Nacional de Monza, Monza             | 14 de maio     | 4 Horas de Monza                 |
| 4      | C1     | Circuito de Jerez, Jerez de la Frontera        | 27 de maio     | Renault Clio Cup Spain           |
| 4      | C2     | Circuito de Jerez, Jerez de la Frontera        | 28 de maio     | Renault Clio Cup Spain           |
| 5      | C1     | Ciudad del Motor de Aragón, Alcañiz            | 24 de junho    | Renault Clio Cup Spain           |
| 5      | C2     | Ciudad del Motor de Aragón, Alcañiz            | 25 de junho    | Renault Clio Cup Spain           |
| 6      | C1     | Nürburgring, Nürburg                           | 15 de julho    | 6 Horas de Nürburgring           |
| 6      | C2     | Nürburgring, Nürburg                           | 16 de julho    | 6 Horas de Nürburgring           |
| 7      | C1     | Autódromo Hermanos Rodríguez, Cidade do México | 2 de setembro  | 6 Horas do México                |
| 7      | C2     | Autódromo Hermanos Rodríguez, Cidade do México | 3 de setembro  | 6 Horas do México                |
| 8      | C1     | Circuito das Américas, Austin                  | 15 de setembro | 6 Horas do Circuito das Américas |
| 8      | C2     | Circuito das Américas, Austin                  | 16 de setembro | 6 Horas do Circuito das Américas |
| 9      | C1     | Circuito Internacional do Barém, Sakhir        | 17 de novembro | 6 Horas do Barém                 |
| 9      | C2     | Circuito Internacional do Barém, Sakhir        | 18 de novembro | 6 Horas do Barém                 |

## Resultados
| Round | Round | Circuit                         | Pole Position     | Fastest Lap       | Winning Driver    | Winning Team          | Rookie Winner           |
| ----- | ----- | ------------------------------- | ----------------- | ----------------- | ----------------- | --------------------- | ----------------------- |
| 1     | R1    | Silverstone Circuit             | Pietro Fittipaldi | Alfonso Celis Jr. | Pietro Fittipaldi | Lotus                 | Damiano Fioravanti      |
| 1     | R2    | Silverstone Circuit             | Pietro Fittipaldi | Nelson Mason      | Pietro Fittipaldi | Lotus                 | Konstantin Tereshchenko |
| 2     | R1    | Circuit de Spa-Francorchamps    | Alfonso Celis Jr. | Roy Nissany       | Alfonso Celis Jr. | Fortec Motorsports    | Diego Menchaca          |
| 2     | R2    | Circuit de Spa-Francorchamps    | Pietro Fittipaldi | Matevos Isaakyan  | Matevos Isaakyan  | SMP Racing with AVF   | Diego Menchaca          |
| 3     | R1    | Autodromo Nazionale Monza       | Pietro Fittipaldi | Pietro Fittipaldi | René Binder       | Lotus                 | Nelson Mason            |
| 3     | R2    | Autodromo Nazionale Monza       | Pietro Fittipaldi | Roy Nissany       | René Binder       | Lotus                 | Nelson Mason            |
| 4     | R1    | Circuito de Jerez               | Egor Orudzhev     | Egor Orudzhev     | Roy Nissany       | RP Motorsport         | Nelson Mason            |
| 4     | R2    | Circuito de Jerez               | Pietro Fittipaldi | Pietro Fittipaldi | Pietro Fittipaldi | Lotus                 | Damiano Fioravanti      |
| 5     | R1    | Ciudad del Motor de Aragón      | Pietro Fittipaldi | Egor Orudzhev     | Egor Orudzhev     | SMP Racing with AVF   | Konstantin Tereshchenko |
| 5     | R2    | Ciudad del Motor de Aragón      | Pietro Fittipaldi | Alfonso Celis Jr. | Pietro Fittipaldi | Lotus                 | Diego Menchaca          |
| 6     | R1    | Nürburgring                     | Álex Palou        | Matevos Isaakyan  | Matevos Isaakyan  | SMP Racing with AVF   | Diego Menchaca          |
| 6     | R2    | Nürburgring                     | Álex Palou        | Álex Palou        | Álex Palou        | Teo Martín Motorsport | Álex Palou              |
| 7     | R1    | Autódromo Hermanos Rodríguez    | Pietro Fittipaldi | Matevos Isaakyan  | Pietro Fittipaldi | Lotus                 | Álex Palou              |
| 7     | R2    | Autódromo Hermanos Rodríguez    | Pietro Fittipaldi | Matevos Isaakyan  | Pietro Fittipaldi | Lotus                 | Konstantin Tereshchenko |
| 8     | R1    | Circuit of the Americas         | René Binder       | René Binder       | René Binder       | Lotus                 | Álex Palou              |
| 8     | R2    | Circuit of the Americas         | Álex Palou        | René Binder       | Egor Orudzhev     | SMP Racing with AVF   | Álex Palou              |
| 9     | R1    | Circuito Internacional do Barém | Matevos Isaakyan  | Henrique Chaves   | Henrique Chaves   | AVF                   | Henrique Chaves         |
| 9     | R2    | Circuito Internacional do Barém | René Binder       | Yu Kanamaru       | René Binder       | Lotus                 | Tatiana Calderón        |

## Championship standings
Points system
Points were awarded to the top 10 classified finishers.
| Position | 1st | 2nd | 3rd | 4th | 5th | 6th | 7th | 8th | 9th | 10th |
| Points   | 25  | 18  | 15  | 12  | 10  | 8   | 6   | 4   | 2   | 1    |

### Drivers' Championship
| Pos | Driver                  | SIL | SIL | SPA | SPA | MNZ | MNZ | JER | JER | ALC | ALC | NÜR | NÜR | MEX | MEX | COA | COA | BAR | BAR | Pontos |
| --- | ----------------------- | --- | --- | --- | --- | --- | --- | --- | --- | --- | --- | --- | --- | --- | --- | --- | --- | --- | --- | ------ |
| 1   | Pietro Fittipaldi       | 1   | 1   | 8   | 6   | 9   | 4   | 2   | 1   | Ret | 1   | 7   | 6   | 1   | 1   | 3   | Ret | 2   | 2   | 259    |
| 2   | Matevos Isaakyan        | 4   | Ret | Ret | 1   | 3   | 5   | 3   | 3   | 2   | 5   | 1   | 2   | 2   | 4   | 4   | 6   | NC  | 9   | 215    |
| 3   | Alfonso Celis Jr.       | 3   | 6   | 1   | 3   | 4   | Ret | 6   | 4   | 3   | 2   | 2   | 8   | 5   | 2   | 8   | 5   | 6   | 8   | 204    |
| 4   | René Binder             | 5   | 4   | 6   | 2   | 1   | 1   | 4   | 5   | 5   | Ret | 6   | 9   | 6   | Ret | 1   | 10  | 9   | 1   | 201    |
| 5   | Roy Nissany             | Ret | 3   | 2   | 4   | 2   | 2   | 1   | Ret | 4   | 6   | 4   | 5   | 9   | 8   | 6   | 4   | 3   | 4   | 201    |
| 6   | Egor Orudzhev           | 2   | 2   | 3   | 7   | 5   | Ret | Ret | 2   | 1   | 3   | 3   | 3   | Ret | Ret | 2   | 1   |     |     | 198    |
| 7   | Yu Kanamaru             | 10  | Ret | 5   | 8   | Ret | 3   | 7   | 10  | 7   | 4   | 5   | 7   | 7   | 7   | 7   | 7   | 4   | 6   | 115    |
| 8   | Konstantin Tereshchenko | 8   | 5   | 10  | 11  | 8   | 7   | 8   | 7   | 6   | Ret | 9   | 4   | 4   | 3   | Ret | 8   | 7   | Ret | 94     |
| 9   | Diego Menchaca          | 9   | 7   | 4   | 5   | 7   | DNS | 9   | 9   | 9   | 7   | 8   | 10  | 8   | 5   | 9   | 3   | 8   | 7   | 94     |
| 10  | Álex Palou              |     |     |     |     |     |     |     |     |     |     | 11  | 1   | 3   | Ret | 5   | 2   |     |     | 68     |
| 11  | Nelson Mason            | 7   | Ret | 9   | 9   | 6   | 6   | 5   | 8   | DNP | 9   |     |     |     |     |     |     |     |     | 42     |
| 12  | Damiano Fioravanti      | 6   | 8   | 7   | 10  | Ret | Ret | Ret | 6   | 8   | 8   | 10  | Ret |     |     |     |     |     |     | 36     |
| 13  | Henrique Chaves         |     |     |     |     |     |     |     |     |     |     |     |     |     |     |     |     | 1   | 5   | 35     |
| 14  | Tatiana Calderón        |     |     |     |     |     |     |     |     |     |     |     |     |     |     |     |     | 5   | 3   | 25     |
| 15  | Giuseppe Cipriani       | 11  | 9   | Ret | 12  | 10  | 8   | 10  | Ret | 10  | 10  | 12  | Ret | 10  | 6   | Ret | 9†  |     |     | 21     |
| Pos | Driver                  | SIL | SIL | SPA | SPA | MNZ | MNZ | JER | JER | ALC | ALC | NÜR | NÜR | MEX | MEX | COA | COA | BAR | BAR | Points |

| Cor        | Resultado             |
| ---------- | --------------------- |
| Ouro       | Vencedor              |
| Prata      | 2.º lugar             |
| Bronze     | 3.º lugar             |
| Verde      | Terminou, nos pontos  |
| Azul       | Terminou, sem pontos  |
| Púrpura    | Ret – Retirou-se      |
| Vermelho   | NQ – Não qualificado  |
| Preto      | DSQ – Desqualificado  |
| Branco     | NL – Não largou       |
| Branco     | C – Corrida cancelada |
| Azul claro | AT – Apenas Treino    |
| Sem cor    | NP – Não participou   |
| Sem cor    | Les – Lesionado       |
| Sem cor    | EX – Excluído         |

### Teams' Championship
Only two best-finishing cars are allowed to score points in the championship.
| Pos | Team                  | SIL | SIL | SPA | SPA | MNZ | MNZ | JER | JER | ALC | ALC | NÜR | NÜR | MEX | MEX | COA | COA | BAR | BAR | Points |
| --- | --------------------- | --- | --- | --- | --- | --- | --- | --- | --- | --- | --- | --- | --- | --- | --- | --- | --- | --- | --- | ------ |
| 1   | Lotus                 | 1   | 1   | 6   | 2   | 1   | 1   | 2   | 1   | 5   | 1   | 6   | 6   | 1   | 1   | 1   | 10  | 2   | 1   | 460    |
| 1   | Lotus                 | 5   | 4   | 8   | 6   | 9   | 4   | 4   | 4   | Ret | Ret | 7   | 9   | 6   | Ret | 3   | Ret | 9   | 2   | 460    |
| 2   | SMP Racing with AVF   | 2   | 2   | 3   | 1   | 3   | 5   | 3   | 2   | 1   | 3   | 1   | 2   | 2   | 4   | 2   | 1   | 7   | 9   | 419    |
| 2   | SMP Racing with AVF   | 4   | Ret | Ret | 7   | 5   | Ret | Ret | 3   | 2   | 5   | 3   | 3   | Ret | Ret | 4   | 6   | NC  | Ret | 419    |
| 3   | RP Motorsport         | 10  | 3   | 2   | 4   | 2   | 2   | 1   | 6   | 4   | 4   | 4   | 5   | 7   | 7   | 6   | 4   | 3   | 3   | 313    |
| 3   | RP Motorsport         | Ret | Ret | 5   | 8   | Ret | 3   | 7   | 10  | 7   | 6   | 5   | 7   | 9   | 8   | 7   | 7   | 4   | 4   | 313    |
| 4   | Fortec Motorsports    | 3   | 6   | 1   | 3   | 4   | Ret | 6   | 4   | 3   | 2   | 2   | 8   | 5   | 2   | 8   | 3   | 6   | 7   | 305    |
| 4   | Fortec Motorsports    | 9   | 7   | 4   | 5   | 7   | DNS | 9   | 9   | 9   | 7   | 8   | 10  | 8   | 5   | 9   | 5   | 8   | 8   | 305    |
| 5   | Teo Martín Motorsport | 7   | 5   | 9   | 9   | 6   | 6   | 5   | 7   | 6   | 9   | 9   | 1   | 3   | 3   | 5   | 2   |     |     | 198    |
| 5   | Teo Martín Motorsport | 8   | Ret | 10  | 11  | 8   | 7   | 8   | 8   | DNP | Ret | 11  | 4   | 4   | Ret | Ret | 8   |     |     | 198    |
| 6   | AVF                   |     |     |     |     |     |     |     |     |     |     |     |     |     |     |     |     | 1   | 5   | 35     |
| 7   | Il Barone Rampante    | 6   | 8   | Ret | 12  | 10  | 8   | 10  | Ret | 10  | 10  | 12  | Ret | 10  | 6   | Ret | 9†  |     |     | 33     |
| 7   | Il Barone Rampante    | 11  | 9   |     |     |     |     |     |     |     |     |     |     |     |     |     |     |     |     | 33     |